# Asia-Pacific Economic Cooperation
De Asia-Pacific Economic Cooperation (APEC), in Nederlands: Azië-Pacifische Economische Samenwerking is een organisatie van landen in Azië-Pacific, dat zijn de landen die aan de Grote Oceaan grenzen. Het doel van de APEC is het stimuleren van economische groei, samenwerking, handel en investering in de regio.
De APEC is in 1989 opgericht. Besluiten worden door middel van consensus genomen. Op het ogenblik zijn 21 landen lid van deze gemeenschap.

## Leden
- Australië (1989)
- Brunei (1989)
- Canada (1989)
- Indonesië (1989)
- Japan (1989)
- Zuid-Korea (1989)
- Maleisië (1989)
- Nieuw-Zeeland (1989)
- Filipijnen (1989)
- Singapore (1989)
- Thailand (1989)
- Verenigde Staten (1989)
- China (1991)
- Hongkong (1991)
- Taiwan (1991)
- Mexico (1993)
- Papoea-Nieuw-Guinea (1993)
- Chili (1994)
- Peru (1998)
- Rusland (1998)
- Vietnam (1998)

## Oprichting
Het idee van een organisatie voor landen aan de Grote Oceaan kwam van toenmalige Australische eerste minister Bob Hawke. De oprichtende leden zijn Australië, Brunei Darussalam, Canada, Indonesië, Japan, Korea, Malaysië, Nieuw-Zeeland, de Filipijnen, Singapore, Thailand en de Verenigde Staten.

## Locaties voor jaarlijkse topconferenties
| Jaar | #                | Tijd              | Natie               | Stad                             |
| ---- | ---------------- | ----------------- | ------------------- | -------------------------------- |
| 1989 | 1                | 6 – 7 november    | Australië           | Canberra                         |
| 1990 | 2                | 29 – 31 juli      | Singapore           | Singapore                        |
| 1991 | 3                | 12 – 14 november  | Zuid-Korea          | Seoul                            |
| 1992 | 4                | 10 – 11 september | Thailand            | Bangkok                          |
| 1993 | 5                | 19 – 20 november  | Verenigde Staten    | Blake-eiland                     |
| 1994 | 6                | 15 – 16 november  | Indonesië           | Bogor                            |
| 1995 | 7                | 18 – 19 november  | Japan               | Osaka                            |
| 1996 | 8                | 24 – 25 november  | Filipijnen          | Subic                            |
| 1997 | 9                | 24 – 25 november  | Canada              | Vancouver                        |
| 1998 | 10               | 17 – 18 november  | Maleisië            | Kuala Lumpur                     |
| 1999 | 11               | 12 – 13 september | Nieuw-Zeeland       | Auckland                         |
| 2000 | 12               | 15 – 16 november  | Brunei              | Bandar Seri Begawan              |
| 2001 | 13               | 20 – 21 oktober   | China               | Shanghai                         |
| 2002 | 14               | 26 – 27 oktober   | Mexico              | Los Cabos                        |
| 2003 | 15               | 20 – 21 oktober   | Thailand            | Bangkok                          |
| 2004 | 16               | 20 – 21 november  | Chili               | Santiago                         |
| 2005 | 17               | 18 – 19 november  | Zuid-Korea          | Busan                            |
| 2006 | 18               | 18 – 19 november  | Vietnam             | Hanoi                            |
| 2007 | 19               | 8 – 9 september   | Australië           | Sydney                           |
| 2008 | 20               | 22 – 23 november  | Peru                | Lima                             |
| 2009 | 21               | 14 – 15 november  | Singapore           | Singapore                        |
| 2010 | 22               | 13 – 14 november  | Japan               | Yokohama                         |
| 2011 | 23               | 12 – 13 november  | Verenigde Staten    | Honolulu                         |
| 2012 | 24               | 9 – 10 september  | Rusland             | Vladivostok                      |
| 2013 | 25               | 5 – 7 oktober     | Indonesië           | Bali                             |
| 2014 | 26               | 10 – 11 november  | China               | Peking                           |
| 2015 | 27               | 18 – 19 november  | Filipijnen          | Pasay                            |
| 2016 | 28               | 19 – 20 november  | Peru                | Lima                             |
| 2017 | 29               | 10 – 11 november  | Vietnam             | Đà Nẵng                          |
| 2018 | 30               | 17 – 18 november  | Papoea-Nieuw-Guinea | Port Moresby                     |
| 2019 | 31 (geannuleerd) | 16 – 17 november  | Chili               | Santiago                         |
| 2020 | 31               | 20 november       | Maleisië            | Kuala Lumpur (Digitaal gehouden) |
| 2021 | 32               | 12 november       | Nieuw-Zeeland       | Auckland (Digitaal gehouden)     |
| 2022 | 33               | 18 – 19 november  | Thailand            | Bangkok                          |
| 2023 | 34               | 15 – 17 november  | Verenigde Staten    | San Francisco                    |
| 2024 | 35               | 10 – 16 november  | Peru                | Cuzco                            |